# Callacanthis burtoni
Callacanthis burtoni là một loài chim trong họ Fringillidae.